# Arenaria mirdamadii
Arenaria mirdamadii är en nejlikväxtart som beskrevs av Karl Heinz Rechinger. Arenaria mirdamadii ingår i släktet narvar, och familjen nejlikväxter. Inga underarter finns listade i Catalogue of Life.